# Лозове (Астраханський район)
Лозове́ (каз. Лозовое) — село у складі Астраханського району Акмолинської області Казахстану. Входить до складу Первомайського сільського округу.
Населення — 344 особи (2021; 397 у 2009, 413 у 1999, 459 у 1989).
Національний склад станом на 1989 рік:
- поляки — 40 %.